# Línea N2 (Avanza Zaragoza)
La línea N2 o búho 2 es una línea regular nocturna de Avanza Zaragoza. Realiza el recorrido comprendido entre la Plaza Aragón y el barrio de Parque Goya en la ciudad de Zaragoza (España), pasando en la ida por la Almozara y Actur-Rey Fernando y por la vuelta por el Arrabal.
Tiene una frecuencia media de 30 minutos.
Esta línea, al igual que todas las líneas nocturnas, presta servicio doble durante la madrugada del Día del Pilar(13 de octubre), Navidad(25 de diciembre) y Año Nuevo(1 de enero), utilizando cuatro autobuses en vez en vez de dos y teniendo una frecuencia de 15 minutos.

## Desvíos actuales (no incluidos en la tabla)
No hay ningún desvío a fecha de la edición de este artículo.